# کارمل (ویسکانسین)
کارمل (به انگلیسی: Carmel) یک منطقهٔ مسکونی در ایالات متحده آمریکا است که در Lebanon واقع شده‌است. کارمل ۲۶۴٫۸۷ متر بالاتر از سطح دریا واقع شده‌است.